# Rheocricotopus taiwanensis
Rheocricotopus taiwanensis är en tvåvingeart som beskrevs av Wang, Yan och Maa 2004. Rheocricotopus taiwanensis ingår i släktet Rheocricotopus och familjen fjädermyggor.
Artens utbredningsområde är Taiwan. Inga underarter finns listade i Catalogue of Life.